# 1984年伊朗議會選舉
1984年伊朗議會選舉（波斯語：انتخابات مجلس شورای اسلامی ۱۳۶۳），即伊朗伊斯蘭議會第二屆選舉，於1984年4月15日及5月17日依序舉行兩輪選舉，共選出270席議員。
本屆選舉參選政黨僅有伊斯蘭共和黨一黨取得席次，餘均由無黨籍候選人當選。

## 背景
本屆選舉期間正值兩伊戰爭，且受美國總統雷根於前一年宣布禁運武器經濟制裁影響。另部分政黨或政治團體在選舉前因意識形態或宗教因素已被解散或禁止活動，隨伊朗自由運動、伊朗人民黨、伊朗人民聖戰者組織等眾多自由主義及馬克思主義與其他左翼政黨陸續被打壓、解散或被憲法監護委員會褫奪參選資格而沉寂（其中不乏聲稱遵循伊瑪目路線者），本屆選舉僅有一黨參與。

## 選務
因本屆選舉尚處兩伊戰爭期間，毗鄰伊拉克邊界城市多遭重大破壞或難以舉行直接選舉，故本屆選舉除未受戰爭影響地區及宗教少數派席次仍採直接選舉外，對於前開受戰爭嚴重破壞影響地區則改以間接選舉。
最終全國仍有193個選區舉行選舉，恰選出270名議員。其中直接選出者計有187個選區（含宗教少數群體選區），間接選出者有位於法爾斯省的阿巴代選區、伊拉姆省的德赫洛蘭選區與邁赫蘭選區、胡齊斯坦省的阿札德甘及霍韋伊澤選區與霍拉姆沙赫爾選區及克爾曼沙阿省的席林堡選區等6個選區。